# الوادي (حزم العدين)

تعديل مصدري - تعديل

الوادي محلة تابعة لقرية حجافة، التابعة لعزلة حقين بمديرية حزم العدين إحدى مديريات محافظة إب في الجمهورية اليمنية، بلغ تعداد سكانها 88 حسب تعداد اليمن لعام 2004.